# Zeche Zollverein Schacht 4/5/11
Zeche Zollverein Schacht 4/5/11 ist eine Schachtanlage an der Katernberger Straße in Essen-Katernberg. Sie liegt etwa zwei Kilometer nördlich des heutigen Weltkulturerbes Zollverein (Schacht 12) und wurde als dritte von insgesamt fünf Schachtanlagen der Zeche Zollverein in Betrieb genommen. Am Schacht 4/5/11 wurde zwischen 1893 und 1967 Fettkohle (Steinkohle) gewonnen.

## Bergbau-Geschichte (1893–1967)

### Bau der Schachtanlage 4/5
Dem Bau der Schachtanlage ging 1891 ein Handel mit der katholischen St. Joseph-Gemeinde in Essen-Katernberg voraus. Die Kirche besaß das 17.000 m² große Gelände der späteren Schachtanlage und plante dort einen Friedhof. Mit 20.000 Mark und einem Ersatzgrundstück entschädigte die Zeche Zollverein die Gemeinde und kaufte das Gelände.
Noch im gleichen Jahr wurde Schacht 4 abgeteuft. Dort lag unter einer 129 Meter dicken Schicht Mergel der so genannte „Gelsenkirchener Sattel“, in dem Kohlenflöze und Gestein nahezu senkrecht aufgefaltet lagen. Die steile Lagerung brachte den Bergmännern den Vorteil, dass die herausgebrochene Kohle über Metallrutschen fast von allein in die Förderwagen fiel. Gleichzeitig entstanden aber viel gesundheitsschädlicher Staub und Dreck. Unter diesen Bedingungen begannen 1893 ca. 2.900 Mitarbeiter mit der Kohleförderung am Schacht 4.
Ein Jahr darauf wurden der Wetterschacht 5 abgeteuft und eine Kohlenwäsche gebaut, 1895 folgte der Bau einer Kokerei.

### Modernisierung und Bau von Schacht 11

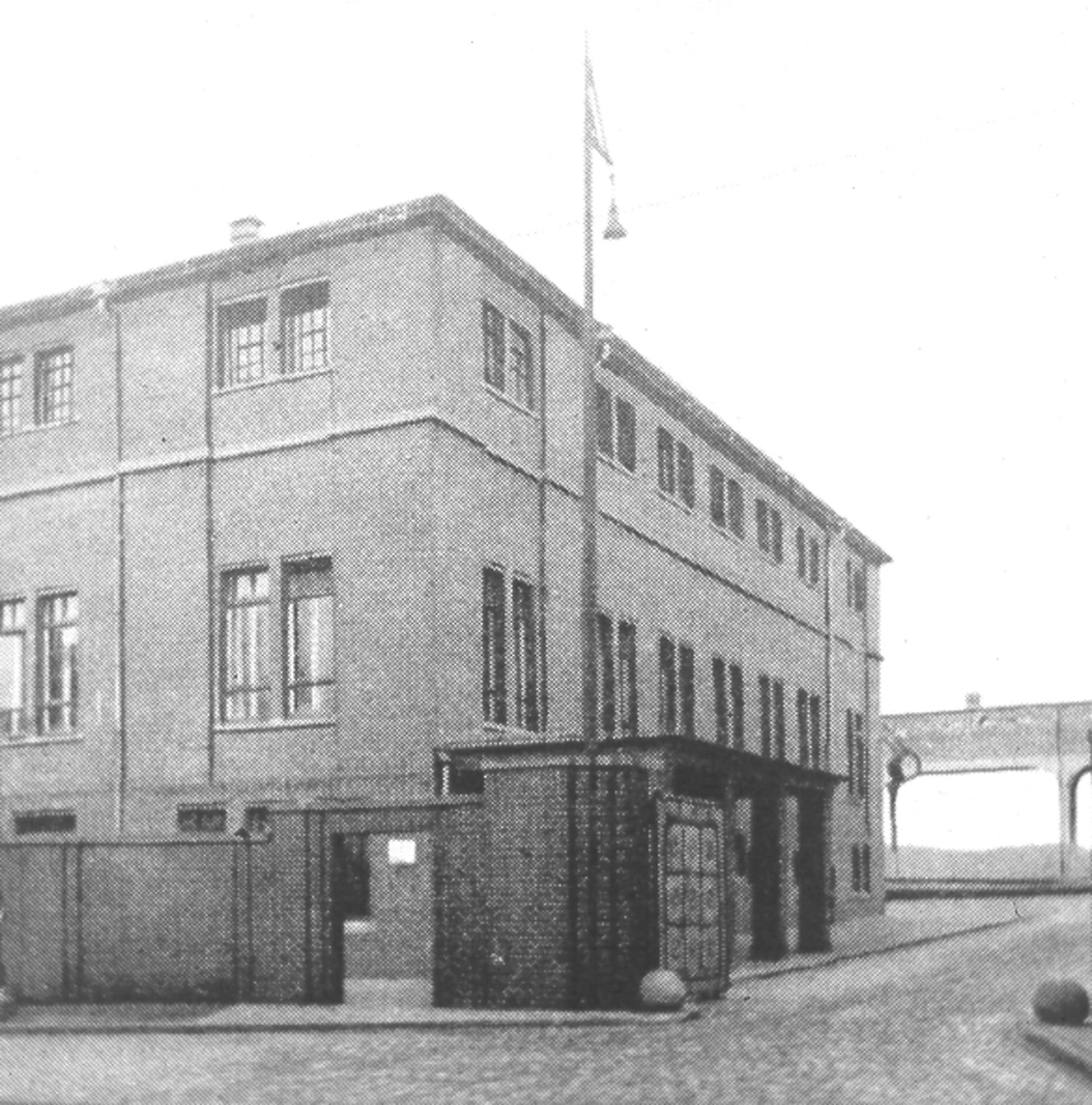
Verwaltungsgebäude um 1920

Nach dem Ersten Weltkrieg übergaben die Besitzer der Zeche, die Industriellenfamilie Haniel, die Geschäftsführung an die Phönix AG für Bergbau und Hüttenbetrieb. Damit verhinderten die Haniels, dass ihr bis dahin reines Familienunternehmen im Zuge der Sozialisierung verstaatlicht wurde.
Unter der Regie der Phönix AG wurde in den 1920er Jahren die inzwischen stark renovierungsbedürftige Zeche für rund 1,3 Millionen Mark vergrößert und modernisiert. Dazu gehörte 1922 die Abteufung eines neuen Schachtes mit Doppelförderung (Schacht 11), durch den ab 1928 die maximale Fördermenge pro Tag auf 4.000 Tonnen verwertbare Kohle gesteigert werden konnte.
Außerdem wurden Werkstätten, ein Verwaltungsgebäude mit Lohnhalle, eine Waschkaue und ein Fördermaschinenhaus errichtet. Die Kokerei 4/5/11 wurde im Gegenzug außer Betrieb genommen.

### Einstellung der Kohleförderung

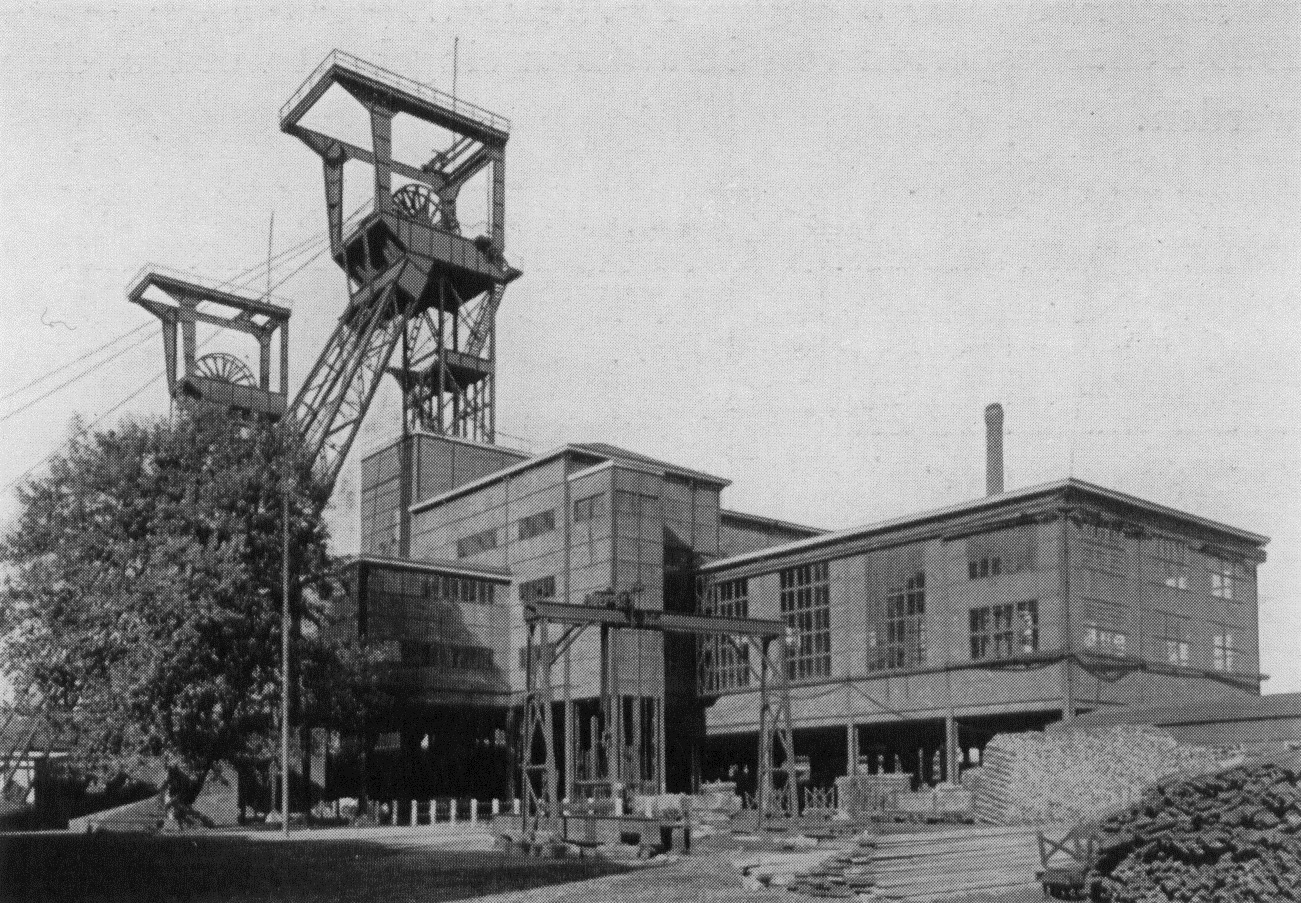
Schächte 4 und 11 um 1930

Auf die Modernisierung von Schacht 4/5/11 folgte in der Wirtschaftskrise ein radikaler Rationalisierungsprozess. Das Bergwerk ging 1926 in der Vereinigte Stahlwerke AG auf; die Familie Haniel hatte die Zeche zuvor gegen Aktien dieser neu gegründeten AG eingetauscht. Im Zuge der Rationalisierung wurde 1932 die Kohleförderung auf Schacht 4/5/11 eingestellt, die Kohle wurde fortan nur noch zentral auf Schacht 12 gefördert. Die am Schacht 4/11 abgebaute Kohle wurde unterirdisch zur Förderung transportiert.
Die Kokerei wurde abgerissen, der Wetterschacht 5 wurde abgebrochen und verfüllt.
Im Zweiten Weltkrieg wurde Schacht 4/11 von den fünf Schachtanlagen der Zeche Zollverein am schlimmsten getroffen. Fördermaschinenhaus und Wagenumlauf von Schacht 4, Lohnhalle und Magazin wurden während eines Bombenangriffs getroffen. Die letzten Schäden des Krieges konnten in der Waschkaue von Schacht 4/11 erst 1956 beseitigt werden.

### Stilllegung
Nach dem Krieg ging Zollverein in die Rheinelbe Bergbau AG über, die den Bergbau zum Motor des Wirtschaftswunders werden lassen sollte. Dazu sollte die Kohlegewinnung mechanisiert werden – ein Vorhaben, das am Schacht 4/11 durch die steile Lagerung der Kohle scheiterte. Zum 30. Juni 1967 wurde die Stilllegung von Zollverein Schacht 4/11 angekündigt. Schacht 4 wurde im gleichen Jahr verfüllt, Schacht 11 blieb noch bis 1991 als Wetterschacht erhalten. 1.059 Arbeiter und Angestellte waren von der Stilllegung betroffen, für sie wurde ein Sozialplan erarbeitet. 1968 wurde die Zeche Zollverein an die Bergbau AG Essen der Ruhrkohle AG übergeben.

## Spätere Nutzung (1968-heute)

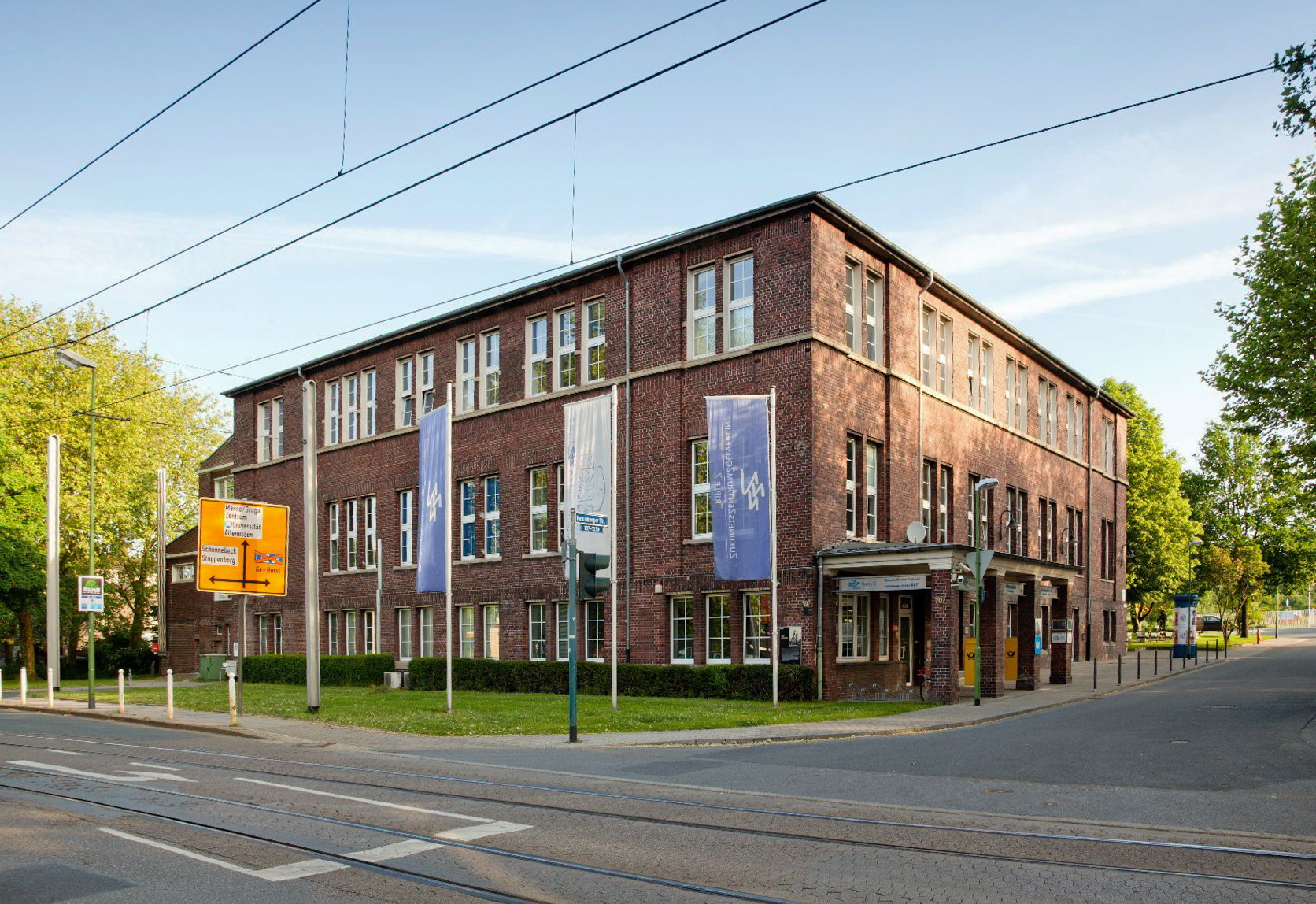
Das frühere Verwaltungsgebäude der Zeche Zollverein 4/5/11. Heute: Gebäude 1 der Triple Z AG

### Ausbildungswerkstatt der Ruhrkohle AG
Das Gelände und die Zechengebäude von Schacht 4/5/11 wurden zur zentralen Ausbildungsstätte der Ruhrkohle AG. Das Unternehmen errichtete eine Lehrlingswerkstatt, in der gleichzeitig bis zu 1.100 Lehrlinge in den verschiedenen Bergbauberufen wie Grubenschlosser oder -elektriker ausgebildet werden konnten. 1994 schloss das Ausbildungszentrum.

### Triple Z AG (ZukunftsZentrumZollverein)
Seit 1996 werden das Gelände und die Gebäude von Schacht 4/5/11 vom Unternehmens- und Gründungszentrum Triple Z (ZukunftsZentrumZollverein) genutzt. Die Triple Z AG (Aktiengesellschaft zur Förderung von Existenzgründungen) wurde im gleichen Jahr gegründet.
Zwischen 1996 und 2007 wurden die industriehistorischen Gebäude der Zeche Zollverein in vier Bauabschnitten umgebaut und modernisiert. Heute arbeiten in den zehn erhaltenen Gebäuden rund 90 Firmen und Jungunternehmer.

## Weitere Bilder

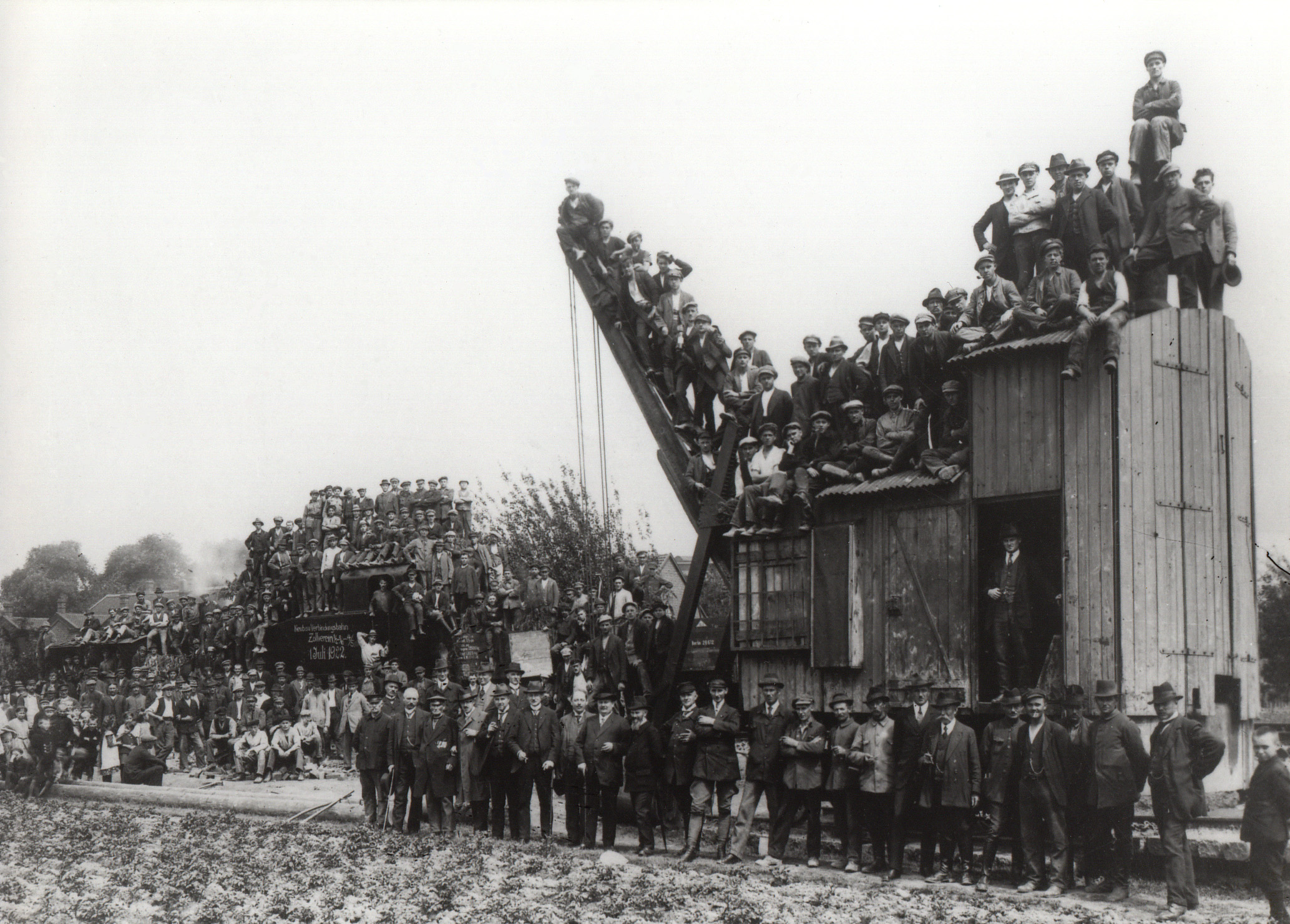
Neubau der Verbindungsbahn Zollverein 1/2 - 3/10 - 4/5
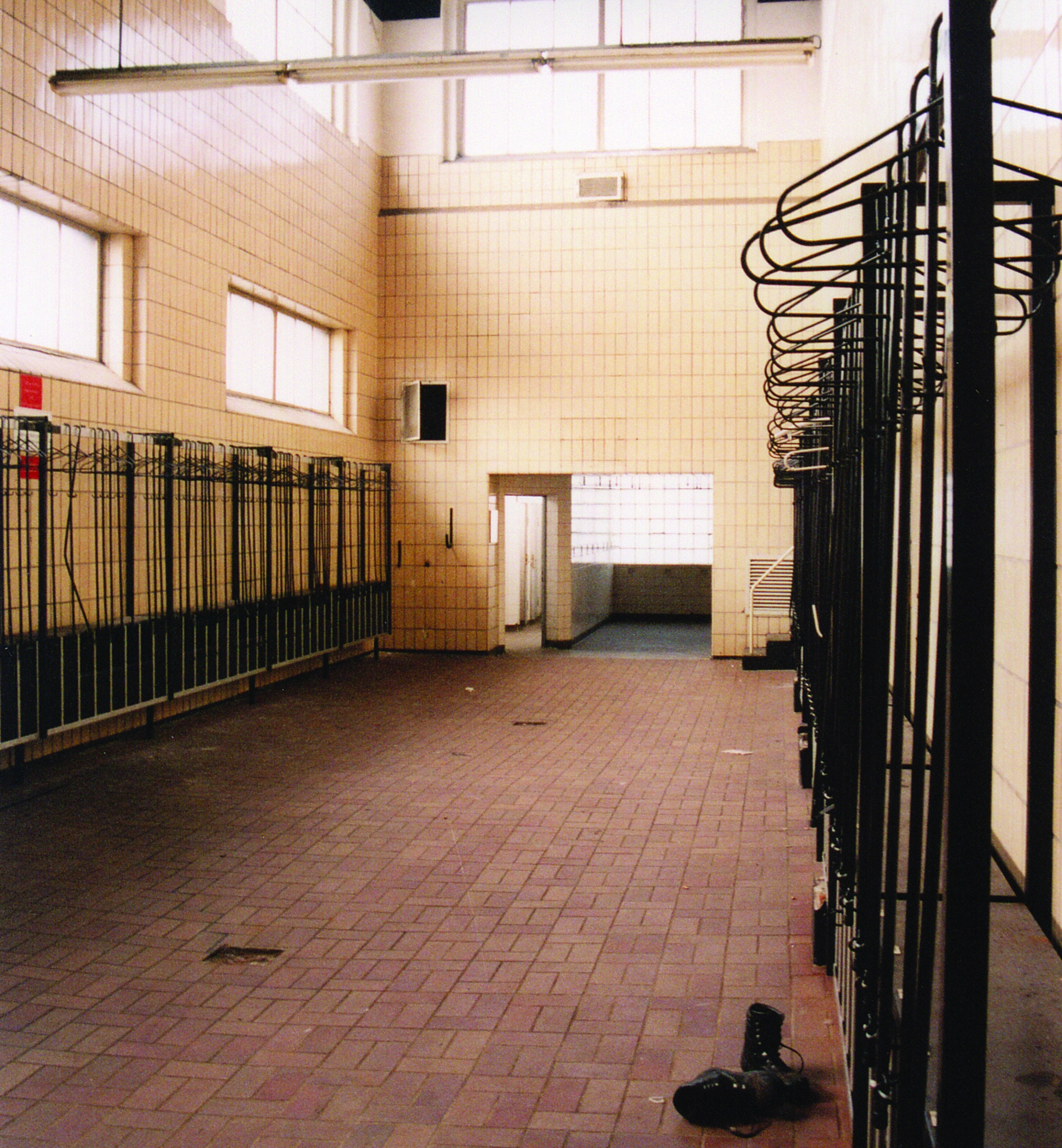
Ehemalige Waschkaue vor dem Umbau 1995